# Liste der Monuments historiques in Brévonnes
Die Liste der Monuments historiques in Brévonnes führt die Monuments historiques in der französischen Gemeinde Brévonnes auf.

## Liste der Objekte
| Bezeichnung                    | Beschreibung | Standort                                       | Kennzeichnung | Schutzstatus | Datum | Bild |
| ------------------------------ | --- | ---------------------------------------------- | ------------- | ------------ | ----- | ---- |
| Skulptur Heiliger Bartholomäus | Kalkstein, farbig gefasst, 16. Jahrhundert                                                                         | in der Kirche Sts-Clément-et-Barthélemy (Lage) | PM10000339    | Classé       | 1972  |      |
| Skulptur Heiliger Clemens      | Kalkstein, farbig gefasst, 16. Jahrhundert                                                                         | in der Kirche Sts-Clément-et-Barthélemy (Lage) | PM10000340    | Classé       | 1972  |      |
| Skulptur Heilige Regina        | mit Stifterfigur; Kalkstein, farbig gefasst und vergoldet, 16. Jahrhundert                                         | in der Kirche Sts-Clément-et-Barthélemy (Lage) | PM10000337    | Classé       | 1908  |      |
| Pietà                          | Kalkstein, ehemals farbig gefasst, 16. Jahrhundert; eventuell aus dem Kloster St-Pierre in Saint-André-les-Vergers | Marmoret, in der Kapelle Notre-Dame (Lage)     | PM10000342    | Classé       | 1972  |      |
| Adlerpult                      | Eichenholz, bemalt und vergoldet, 18. Jahrhundert                                                                  | in der Kirche Sts-Clément-et-Barthélemy (Lage) | PM10000338    | Classé       | 1972  |      |
| Piscina                        | Kalkstein, erste Hälfte des 16. Jahrhunderts                                                                       | in der Kirche Sts-Clément-et-Barthélemy (Lage) | PM10000341    | Classé       | 1972  |      |